# Sonia Machanick
Sonia Machanick (Ngày 15 tháng 6 năm 1925 - ngày 12 tháng 11 năm 1977) là một bác sĩ y khoa người Nam Phi, tác giả và nhà tâm lý học giáo dục tiên phong trong phương pháp dạy trẻ em mắc chứng khó đọc và những khó khăn trong học tập khác. Bà thành lập trường Japari
 một trường đặc biệt ở Johannesburg cung cấp giáo dục cho trẻ em. Bà đã viết một loạt bốn cuốn sách tập đọc (Sounds Travel Too) và những cuốn sách khác bằng tiếng Anh và tiếng Afrikaans (Tom Kan Lees) được sử dụng rộng rãi trong suốt những năm 1960 và 1970
 để dạy phương pháp đọc ngữ âm, cũng như những phương pháp khác trong điều trị trẻ em có khó khăn trong học tập.
Machanick là con thứ hai trong một gia đình ba người con ở Cape Town, cha mẹ bà đều là người nhập cư, cha bà đến từ Lithuania, mẹ bà từ Vương quốc Anh. Mẹ bà, Edna Annie Love Courtnall, là một trong những nữ sinh đầu tiên tốt nghiệp cử nhân luật, LLB (1922)
 tại Đại học London, sau đó bà thành lập một Giải thưởng Học bổng Quốc gia
thông qua các sinh viên nữ tốt nghiệp của Hiệp hội Nam phi. Giải thưởng hàng năm được trao cho hai nữ sinh viên Nam Phi đang theo học một chứng chỉ hoặc bằng cấp bất kỳ.
Sau khi hoàn thành khóa học y khoa, Sonia Machanick được ghi danh tại Đại học Cape Town.Trong khi đang là một sinh viên, bà khởi động một chương trình cho sinh viên y khoa nhằm hỗ trợ y tế tại bệnh viện truyền giáo Transkei và bà là thành viên của nhóm thành lập SHAWCO, một tổ chức phi chính phủ do sinh viên điều hành có trụ sở tại Đại học Cape Town, với sứ mệnh cải thiện chất lượng cuộc sống người dân trong việc phát triển cộng đồng khu vực Cape Metropolitan.
Sau khi tốt nghiệp năm 1947, bà trở lại trường để nghiên cứu tâm lý học. Bà làm việc tại phòng khám trẻ em  University Child Guidance Clinic.
Bà kết hôn với Hillel Shapiro, một giảng viên tại trường đại học  y khoa.
Cùng với sự giúp đỡ của chồng và một nhóm các bậc cha mẹ khác, Sonia Machanick thành lập trường trung học phổ thông đa chủng tộc đầu tiên của Nam Phi, trường Woodmead.